# Swartzville, Pennsylvania
Swartzville, Pennsylvania (енгл. Swartzville) насељено је место без административног статуса у америчкој савезној држави Пенсилванија.

## Демографија
По попису из 2010. године број становника је 2.283.
| Група             | 2000.    | 2010.         |
| Белци             | 0 (0,0%) | 2.086 (91,4%) |
| Афроамериканци    | 0 (0,0%) | 34 (1,5%)     |
| Азијати           | 0 (0,0%) | 101 (4,4%)    |
| Хиспаноамериканци | 0 (0,0%) | 41 (1,8%)     |
| Укупно            | 0        | 2.283         |